# Melanoma spitzoide

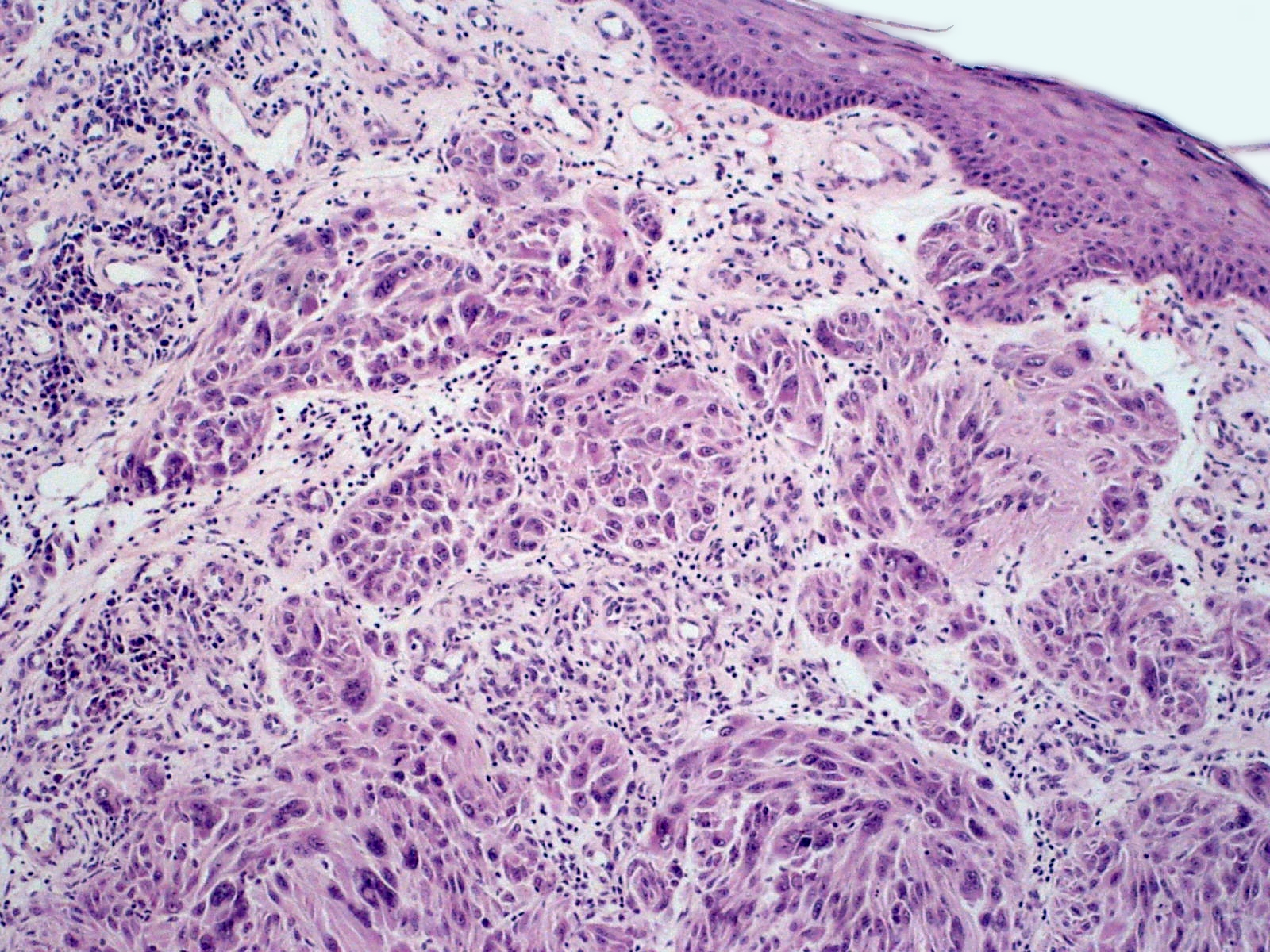
Melanoma spitzoide

Il melanoma con caratteristiche di un nevo di Spitz (anche denominato "melanoma spitzoide") è una patologia cutanea caratterizzata a livello istologico da:
- cellule simili al Nevo di Spitz;
- lesione dalla simmetria regolare;[1]
- un nodulo dermico di melanociti epitelioidi che non maturano al progredire della loro invasione nel derma.[2]
- atrofia epidermica e aree di paracheratosi ( a differenza dell'iperplasia del nevo di Spitz);[1]
- mancanza di circoscrizione della lesione (margini non ben demarcati);
- crescita di tipo pagetoide ai margini della lesione (il nevo di spitz mostra andamento simile al centro della lesione);[1]
- assenza dei corpi basici di Kamino (in ematossilina-eosina);[1]

La diagnosi differenziale tra un nevo di Spitz e il melanoma spitzoide è abbastanza complessa nel campo della dermatopatologia. Questo a causa del diverso tasso di incidenza delle due patologie: mentre il primo è maggiormente presente negli infanti o nei giovani adulti, il secondo compare nelle persone adulte/anziane. Quindi una diagnosi frettolosa fatta su una lesione prelevata da un infante può portare il dermatologo a descrivere il melanoma spitzoide come un nevo di Spitz.